# Moon gate
「moon gate」（ムーン・ゲート）は、日本の音楽ユニット・day after tomorrowの6作目のシングル。

## 概要
- 前作「DAY STAR」から約2か月ぶりにして、前作同様のトリプルA面シングル。
- 作品タイトルは月に由来している。
- 表題1曲目はゲームソフト『テイルズ オブ シンフォニア』のテーマソングに使用され、初のゲームソフトタイアップとなった。
- 表題3曲目はフジテレビ系列『奇跡体験!アンビリバボー』のエンディングテーマに使用された。同タイアップは「Stay in my heart」以来2作ぶり、通算3度目となった。
- 既発シングルではリミックスバージョンやインストゥルメンタルバージョンを除き、全曲にタイアップが付いていたが今作の表題2曲目で初めてノンタイアップ楽曲が収録された。
- 表題1曲目でテレビ朝日系列『ミュージックステーション』に3度目の出演を果たした[1]。
- オリコンチャート初登場3位、最高2位を獲得。シングルとしては初のトップ3入りを果たした[注 1]。また、前作に引き続き月間チャート入りも2か月連続で果たした上、初の年間チャート入りも果たした。最も売上が多い(売上20万枚)。

## 収録曲
| 全作詞: misono、全編曲: 五十嵐充、day after tomorrow。 |                    |           |          |      |
| #                                                      | タイトル           | 作詞      | 作曲     | 時間 |
| 1.                                                     | 「Starry Heavens」 | misono    | 鈴木大輔 | 4:49 |
| 2.                                                     | 「ネバーランド」   | misono    | 北野正人 | 4:45 |
| 3.                                                     | 「These Days」     | misono    | 鈴木大輔 | 5:10 |
| 合計時間:                                              | 合計時間:          | 合計時間: | 14:44    |      |

### 解説
1. Starry Heavens
2. ネバーランド
3. These Days

## 参加ミュージシャン
day after tomorrow
- misono：Vocals
- 北野正人：Guitar
- 鈴木大輔：Keyboards

support musician
- 五十嵐充：Programming & Keyboards (全曲)
- 加藤薫：Electric Guitar & Acoustic Guitar (全曲)

## タイアップ
- ナムコ社製ニンテンドー ゲームキューブ専用ゲームソフト『テイルズ オブ シンフォニア』テーマソング (#1)
- フジテレビ系列バラエティ番組『奇跡体験!アンビリバボー』2003年7月〜9月度エンディングテーマ (#3)

## 収録アルバム
- primary colors (#1,3)
- complete Best (全曲)
- single Best (#1,2)
- Selection Best Album (#1)
- The Best of Tales (#1)
- 20年200曲 コンプリートベスト コレクションボックス (#1)
- 20年200曲+a LOVE ハイクオリティ CD BOX (#1)
- a-box NEO 〜avex Best Hit Collection〜 (#1)
- Tales with misono -BEST- (#1)
- あにこん! the beginning (#1)
- 平成HITS avex (#1)
- スーパー・ベスト・トランス・プレゼンツ・スーパー・J-トランス・ベスト (#1 DJ UTO MYSTERIO remix)
- スーパー・ベスト・トランス-ザ・ベスト- (#1 DJ UTO MYSTERIO remix)
- 俄然パラパラ!!プレゼンツ・スーパー・J-ユーロ・ベスト (#1 Sentimental Remix)
- SUPER EUROBEAT VOL.200 (#1 Sentimental Remix)